# تريستان بلاك
تريستان بلاك هو لاعب كرة القدم الكندية كندي، ولد في 8 أبريل 1984 في تورونتو في كندا.